# Kim Koo
Kim Koo, född 11 juli 1876 i Haeju, död 26 juni 1949 i Seoul, var en koreansk nationalistisk politiker och pedagog.
Mellan 1919 och 1920 var han den koreanska exilregeringens polischef, mellan 1921 och 1922 dess inrikesministerier, fungerande statsminister år 1923 och arbetsmarknadsminister år 1924. Mellan 1927 och 1948 var han den siste presidenten for den koreanske exilregeringen i Shanghai. Ved etableringen av Sydkoreas nationalförsamling efter frigörelsen 1948 blev Kim nominerad till posten som president och vicepresident, men förlorade mot Syngman Rhee och Lee Si-yeong. 
År 1949 blev Kim mördad på sitt eget kontor av Ahn Doo-hee.